# گوگر چینک
گوگر چینک، روستایی از توابع بخش افشار شهرستان خدابنده در استان زنجان ایران است.

## جمعیت
این روستا در دهستان شیوانات قرار دارد و براساس سرشماری مرکز آمار ایران در سال ۱۳۸۵، جمعیت آن ۷۳۸ نفر (۱۶۸خانوار) بوده‌است.